# Tachallus
Tachallus (arabisch تخلص, DMG taḫalluṣ, „Freiwerden“, „Loskommen“, „Pseudonym“, „Künstlername“, „Nom de plume“, „Schriftstellername“) ist ein Terminus technicus der islamischen Literatur.

## Literarische Form
In der Qasida dient der Tachallus als Übergang von der Einleitung zum zweiten, meist panegyrischen, Teil des Gedichtes. Die Länge kann von wenigen Wörtern, etwa daʿ ḏā „genug davon (kommen wir jetzt zu etwas völlig anderem)“ bis zu mehreren Zeilen reichen. As-Sakkākī betrachtete den Tachallus, zusammen mit Anfang und Ende des Gedichtes, als einen der drei Teile, dem besondere Aufmerksamkeit zu schenken sei.

## Nom de plume
In der persischen Literatur wuchs dem Begriff Tachallus seit der Timuridenzeit, eine zweite Bedeutung zu: die des Dichternamens oder „Nom de plume“. Der Tachallus besteht hier normalerweise aus einem Wort, das dann, z. B. bei Ghaselen, in die letzte Zeile des Gedichtes eingearbeitet werden konnte. Die Bedeutungen reichen vom Bezug auf einen Herrschertitel (Chaqani) oder -namen (Saadi) über eigene Ehrentitel (Hafis) bis hin zu bewusst mehrdeutig gewählten Begriffen (Fuzuli). Mancher Dichter verwendete während seiner Laufbahn auch mehrere Noms de plume.